# Sant Marçal (Gard)
Sant Marçal (en francès Saint-Martial) és un municipi francès situat al departament del Gard i a la regió d'Occitània.

## Demografia
| 1962                                       | 1968 | 1975 | 1982 | 1990 | 1999 | 2006 |
| ------------------------------------------ | ---- | ---- | ---- | ---- | ---- | ---- |
| 200                                        | 223  | 201  | 171  | 188  | 156  | 190  |
| Des de 1962: població sense dobles comptes |      |      |      |      |      |      |

## Administració
| Període | Identitat   | Partit |
| ------- | ----------- | ------ |
| 2001-   | Claude Iter |        |